# (101810) 1999 JA6
1999 جاي أي 6 (ويعرف أيضًا باسم (101810) 1999 جاي أي 6 وفق تسمية الكوكب الصغير) (بالإنجليزية: 1999 JA6)‏ هو كويكب ضمن حزام الكويكبات؛ وترتيبه 101810 من حيث الاكتشاف.
اكتُشف هذا الجُرم الفلكي بواسطة برنامج شميدت للكويكبات في بكين في 8 مايو 1999.

## وصلات خارجية
- (101810) 1999 JA6 في قاعدة بيانات مختبر الدفع النفاث لأجرام النظام الشمسي الصغيرة

- الاكتشاف · مخطط المدار ·  العناصر المدارية · المعلمات المادية

- (101810) 1999 JA6 على موقع ويكي سكاي: DSS2, SDSS, GALEX, IRAS, Hydrogen α, X-Ray, Astrophoto, Sky Map, Articles and images